# The Rest Is Silence (película de 2007)
The Rest Is Silence  (en rumano: Restul e tăcere) es una película de 2007 dirigida por Nae Caranfil. Fue la propuesta oficial de Rumanía  para el premio Mejor película extranjera (de habla no inglesa) en la 82.ª ceremonia de entrega de los premios Óscar.
La película tuvo un presupuesto de aproximadamente dos millones de euros y cuenta la historia del primer largometraje de la historia de Rumanía.
A día de hoy aún ostenta el título de película más cara del cine rumano.

## Reparto
- Marius Florea Vizante [ro] - Grigore 'Grig' Ursache
- Ovidiu Niculescu [ro] - Leon Negrescu
- Mirela Zeta - Emilia
- Mihai Gruia Sandu - Iancu Ursache
- Valentin Popescu [ro] - Catargiu
- Nicu Mihoc - Anton Vorbula
- Gavril Patru - The Cameraman
- Silviu Biris - Raoul
- Vlad Zamfirescu - Nutu Ferefide
- Samuel Tastet - Raymond Duffin
- Florin Zamfirescu - Colonel Guta - Chief of Police
- Alexandru Hasnas - King Carol I
- Ioana Bulcă - Aristizza